# Bavayia whitakeri
Bavayia whitakeri — вид геконоподібних ящірок родини диплодактилідів (Diplodactylidae). Ендемік Нової Каледонії. Описаний у 2022 році. Вид названий на честь новозеландського герпетолога Ентоні Вітакера.

## Поширення і екологія
Bavayia whitakeri відомі за кількома зразками, зібраними на крайньому північному заході Нової Каледонії, зокрема в гірському масиві Тібагі. Вони живуть в чагарникових заростях і в галерейних лісах, на висоті від 40 до 140 м над рівнем моря.